# Six Flags Fiesta Texas
Six Flags Fiesta Texas is een pretpark in San Antonio, Texas. Het park, dat 80 hectare land bezit, is van maart tot december geopend.

## Geschiedenis
Het team van USAA Real Estate Company en de Gaylord Entertainment Company had in 1990 het idee om bij San Antonio een attractiepark met de nadruk op shows te creëren. Het park moest een Zuid-Amerikaans tintje krijgen. Zo zou het park uniek zijn en voldoende winst kunnen maken.
De bouw van het pretpark kostte ongeveer 23 maanden: van medio 1990 tot maart 1992. Er waren twee aannemers om het project te realiseren.

### Premier Parcs
Premier Parcs kocht het park in 1998 over van de USAA Real Estate Company en de Gaylord Entertainment Company. Na de overname bouwde Premier Parcs een waterpark bij Six Flags Fiesta Texas. In 2023 werd hier een kindergebied inclusief zes waterglijbanen aan toegevoegd.
In 2018 opende het park de eerste moderne single rail-achtbaan ter wereld van een achtbaanfabrikant, onder de naam Wonder Woman Golden Lasso Coaster. Deze achtbaan is van dezelfde fabrikant als de twee single rail-achtbanen die Walibi Holland aangekondigd heeft voor het seizoen 2025.

## Attracties
Six Flags Fiesta Texas bestaat niet alleen uit attracties maar omvat ook een waterpark (genaamd White Water Bay) en allerlei shows. Vlak voor sluiting 's avonds wordt er vaak een vuurwerk en lasershow gegeven.
De volgende themagebieden zijn te vinden in Six Flags Fiesta Texas:
- Los Festivales
- Crackaxle Canyon
- Spassburg
- Rockville
- Fiesta Bay Boardwalk
- Thrillseekerspark (tot 2020 Kidzopolis)
- DC Universe (2019)

### Huidige achtbanen
| Naam                              | Jaar opening | Type                         | Bouwer                      | Parkdeel             |
| --------------------------------- | ------------ | ---------------------------- | --------------------------- | -------------------- |
| Batman: The Ride                  | 2015         | 4D-achtbaan                  | S&S Worldwide               | Spassburg            |
| Boomerang Coast to Coaster        | 1999         | Boomerang                    | Vekoma                      | Los Festivales       |
| Dr. Diabolical's Cliffhanger      | 2022         | Duikachtbaan                 | Bolliger & Mabillard        | Crackaxle Canyon     |
| Streamliner Coaster               | 1992         | Junior achtbaan              | Vekoma                      | Spassburg            |
| Goliath                           | 2008         | Omgekeerde achtbaan          | Bolliger & Mabillard        | Los Festivales       |
| Iron Rattler                      | 2013         | Hybride achtbaan             | Rocky Mountain Construction | Crackaxle Canyon     |
| Kid Flash Cosmic Coaster          | 2023         | single rail-tweelingachtbaan | Skyline Attractions         | DC Universe          |
| Pandemonium                       | 2007         | Draaiende achtbaan           | Gerstlauer                  | Fiesta Bay Boardwalk |
| Poltergeist                       | 1999         | Stalen achtbaan              | Premier Rides               | Rockville            |
| Road Runner Express               | 1997         | Mijntreinachtbaan            | Arrow Dynamics              | Crackaxle Canyon     |
| Superman: Krypton Coaster         | 2000         | Vloerloze achtbaan           | Bolliger & Mabillard        | Spassburg            |
| Wonder Woman Golden Lasso Coaster | 2018         | single rail achtbaan         | Rocky Mountain Construction | Rockville            |

### Verdwenen achtbanen
| Naam                     | Jaar opening | Jaar sluiting | Type            | Bouwer                                |
| ------------------------ | ------------ | ------------- | --------------- | ------------------------------------- |
| Boardwalk Canyon Blaster | 2000         | 2000          | Stalen achtbaan | Zierer                                |
| Joker's Revenge          | 1996         | 2001          | Stalen achtbaan | Vekoma                                |
| Rattler                  | 1992         | 2012          | Houten achtbaan | Roller Coaster Corporation of America |

### Huidige attracties
| Naam                                            | Parkdeel                                                           | Jaar opening | Type                       | Bouwer                |
| ----------------------------------------------- | ------------------------------------------------------------------ | ------------ | -------------------------- | --------------------- |
| Train                                           | - Crackaxle Canyon (Whistle Stop) - Spassburg (Der Pilger Bahnhof) | 1992         | Trein                      |                       |
| The Gully Washer                                | Crackaxle Canyon                                                   | 1992         | Wildwaterbaan              | Hopkins               |
| Die Fledermaus                                  | Spassburg                                                          | 1992         | Zweefmolen                 | Zierer                |
| Dornroschen                                     | Spassburg                                                          | 1992         | Draaimolen                 | Morgan                |
| Steingasse                                      | Spassburg                                                          | 1992         | Botsauto                   | Morgan                |
| Der Fliegenzirkus                               | Spassburg                                                          | 1992         | Vliegtuigritje             |                       |
| Kinderbahn                                      | Spassburg                                                          | 1992         | Rit in een karretje        |                       |
| Kinderwagen                                     | Spassburg                                                          | 1992         | Kinderbotsautootjes        |                       |
| Motorama / Motorama Turnpike                    | Rockville                                                          | 1992         | Rit in een karretje        | Morgan                |
| The Hustler                                     | Rockville                                                          | 1992         | Theekopjesattractie        | Morgan                |
| Crow’s Nest Ferris Wheel                        | Fiesta Bay Boardwalk                                               | 1994         | Reuzenrad                  | Chance Rides          |
| S.S. Overboard                                  | Fiesta Bay Boardwalk                                               | 1994         | Schommelschip              | Zamperla              |
| Waverunner                                      | Fiesta Bay Boardwalk                                               | 1994         |                            | Eli Bridge            |
| Little Castaways                                | Fiesta Bay Boardwalk                                               | 1994         | Kinder theekopjesattractie | Ride Works            |
| Wagon Wheel (verhuisd uit Six Flags Over Texas) | Crackaxle Canyon                                                   | 1996         | Enterprise                 | Schwarzkopf           |
| Bugs’ White Water Rapids                        | Spassburg                                                          | 1998         | Wildwaterbaan              | Hopkins               |
| Der Twister                                     | Spassburg                                                          | 1998         | Topspin                    | HUSS Park Attractions |
| Frisbee                                         | Fiesta Bay Boardwalk                                               | 1998         | Frisbee                    | HUSS Park Attractions |
| Lil’ Bronco Buster / Rodeo Rider                | Crackaxle Canyon                                                   | 1999         | Vrije val                  | S&S Power             |
| Yosemite Sam’s Wacky Wagons                     | Crackaxle Canyon                                                   | 1999         | Minireuzenrad              | Zamperla              |
| Foghorn Leghorn’s Barnyard Railway              | Crackaxle Canyon                                                   | 1999         | Kindertrein                | Zamperla              |
| Kinderstein / Mini Tea Cup                      | Spassburg                                                          | 1999         | Minitheekopjesattractie    | Zamperla              |
| Scream!                                         | Rockville                                                          | 1999         | 3 Vrije val torens         | S&S Power             |
| Daffy’s School Bus Express                      | Rockville                                                          | 1999         |                            | Zamperla              |
| Taz’s Tornado                                   | Rockville                                                          | 1999         | Kinderzweefmolen           | Zamperla              |
| Go-Karts (tegen extra betaling)                 | Fiesta Bay Boardwalk                                               | 1999         | Karting                    |                       |
| Scooby-Doo! Ghostblasters                       | Fiesta Bay Boardwalk                                               | 2002         | Interactieve darkride      | Sally Corporation     |

### Voormalige attracties
| Naam                                                  | Parkdeel             | Jaar opening | Jaar sluiting | Type                | Bouwer            |
| ----------------------------------------------------- | -------------------- | ------------ | ------------- | ------------------- | ----------------- |
| Rennsporplatz                                         | Spassburg            | 1992         | 1997          | Kinderscooters      | Mason Corporation |
| Cap'n Willie's Shrimpboat                             | Fiesta Bay Boardwalk | 1994         | 1998          | Springkussen        |                   |
| The Wipeout                                           | Fiesta Bay Boardwalk | 1994         | 2003          | Wipeout             | Chance Rides      |
| Bayside Paddle Boats *                                |                      | 1994         | 1998          |                     |                   |
| Bender Fender                                         | Spassburg            | 1992         | 2022          | Botsauto's          | Morgan            |
| Seaside Golf *                                        |                      | 1994         | 1998          |                     |                   |
| Screamin’ Skycoaster *                                |                      | 1995         | 2001          | Skycoaster          |                   |
| Daffy’s Duckaneer (Verhuisd naar Six Flags St. Louis) | Crackaxle Canyon     | 1999         | 2000          | Kinderschommelschip | Sartori           |
| Chaos                                                 | Rockville            | 1999         | 2005          | Chaos               | Chance Rides      |
| Turbo Bungy *                                         | Crackaxle Canyon     | 2001         | 2005          | Bungeetrampoline    | Eurobungy         |
| Tempest *                                             | Fiesta Bay Boardwalk | 2002         | 2006          | Skyscraper          | Gravity Works     |
| The Power Surge                                       | Rockville            | 1992         | 2017          | Wildwaterbaan       | Hopkins           |

* Tegen extra betaling

## Hurricane Harbor San Antonio
Hurricane Harbor White Water Bay is een waterpark bij Six Flags Fiesta Texas. Eerdere namen zijn: Ol’ Waterin Hole, Armadillio Beach (1999- 2005) en White Water Bay (2005- 2023).

### Huidige attracties
| Naam                                    | Jaar opening                           | Omschrijving                                                  | Bouwer                   |
| --------------------------------------- | -------------------------------------- | ------------------------------------------------------------- | ------------------------ |
| Texas Tumble                            | 1992                                   | Familie vlot wildwaterbaan                                    |                          |
| White Water Canyon                      | 1992                                   | Lazy river                                                    |                          |
| Riptide Runner (tot 2017: Six Chuter)   | 1992                                   | Open waterglijbaan                                            |                          |
| Bermuda Triangle (tot 2017: Mine Shaft) | 1992                                   | Gesloten waterglijbaan                                        |                          |
| Texas Treehouse                         | 1999                                   | Familie activiteitengebied                                    |                          |
| Lone Star Lagoon                        | 1999                                   | Golfslagbad in de vorm van Texas                              |                          |
| Tornado                                 | 2004                                   | Bandenglijbaan eindigend in een trechter                      | Proslide Technology Inc. |
| Whirlpool                               | 2006                                   | Gesloten trechterglijbaan                                     | Proslide Technology Inc. |
| Bahama Blaster                          | 2014                                   | twee open dropglijbanen en twee gesloten waterglijbanen       | Proslide Technology Inc. |
| Bamboo Chutes                           | 2014                                   | een brede open waterglijbaan en twee gesloten kinderglijbanen |                          |
| Big Bender                              | 2006                                   | Gesloten waterglijbaan                                        | Proslide Technology Inc. |
| Hill Country Racer                      | 2006 Verhuisd uit Six Flags Astroworld | Race waterglijbaan                                            | Proslide Technology Inc. |
| Splash Water Springs                    | 2006                                   | Kindergebied                                                  |                          |
| The Blow Out                            | 1992                                   | waterglijbaan                                                 |                          |
| The Twister                             | 1992                                   | Gesloten waterglijbaan                                        |                          |

In 2023 opende er een kindergebied met zes kleinere glijbanen: Ripqurls, Vortex, Stingray Racer, Bunzei Pipelines en de zeer kleine glijbanen Cowabunga en Wipeout.

### Verdwenen attracties
| Naam                 | Jaar opening | Jaar sluiting | Omschrijving                   |
| -------------------- | ------------ | ------------- | ------------------------------ |
| The Gusher           | 1992         | 1999          | 2 open bandenglijbanen         |
| Pipeline             | 1992         | 1999          | 2 open bandenglijbanen         |
| The Triple Dipper    | 1992         | 2002          | 2 waterglijbanen met 3 hobbels |
| Splash Water Springs | 1992         | 2005          | Kinderspeelgebied              |
| Tadpole Pond         | 1996         | 1998          | Kinderzwembad                  |
| Sandy Bottoms        | 1996         | 1998          | Beachvolleybalbaan             |
| Ol’ Swimmin’ Hole    | 1996         | 2005          |                                |
| Crackaxle Springs    | 1996         | 2005          |                                |

## Prijzen
Six Flags Fiesta Texas heeft in 2008 voor het 10de jaar op rij de Golden Ticket Award gewonnen voor Best Shows.